# Qatar Telecom German Open 2005
Il Qatar Telecom German Open 2005 è stato un torneo di tennis giocato sulla terra rossa.
È stata la 93ª edizione del German Open, che fa parte della categoria Tier I nell'ambito del WTA Tour 2005.
Si è giocato al Rot-Weiss Tennis Club di Berlino in Germania dal 2 all'8 maggio 2005.

## Campionesse

### Singolare
Justine Henin-Hardenne ha battuto in finale  Nadia Petrova con il punteggio di 6–3, 4–6, 6–3.

### Doppio
Elena Lichovceva /  Vera Zvonarëva hanno battuto in finale  Cara Black /  Liezel Huber con il punteggio di 4–6, 6–4, 6–3.